# Les Pionniers de la Western Union
Pour plus de détails, voir Fiche technique et Distribution.
Les Pionniers de la Western Union (Western Union) est un film américain réalisé par Fritz Lang en 1941.

## Synopsis
Vance Shaw (Randolph Scott) cherche à échapper à son passé de hors-la-loi et se fait embaucher par la Western Union qui construit la ligne de télégraphe devant relier les villes d'Omaha et Salt Lake City. Cette construction n'ira pas sans mal et il est inéluctablement rattrapé par son passé sous la forme de renégats de l'armée sudiste dirigés par son frère Jack et qui cherchent à rançonner la compagnie.

## Historique
Ce western rend hommage aux constructeurs du télégraphe. Le héros au grand cœur rattrapé par son passé est incarné par Randolph Scott.

## Fiche technique
- Titre : Les Pionniers de la Western Union
- Titre original : Western Union
- Réalisation : Fritz Lang, assisté d'Otto Brower (non crédité)
- Production : Darryl F. Zanuck producteur exécutif (non crédité) pour la Twentieth Century Fox
- Scénario : Robert Carson (en) d'après le roman Western Union de Zane Grey
- Musique : David Buttolph
- Photographie : Edward Cronjager et Allen M. Davey
- Direction artistique : Richard Day et Albert Hogsett
- Costumes : Travis Banton
- Montage : Robert Bischoff et Gene Fowler Jr. (non crédité)
- Pays d'origine : États-Unis
- Format : Couleur Technicolor supervision Nathalie Kalmus
- Genre : Western
- Durée : 95 minutes
- Date de sortie :
  - États-Unis : 21 février 1941

## Distribution
- Robert Young  (V.F : Lucien Bryonne)  : Richard Blake
- Randolph Scott  (V.F : Pierre Morin)  : Vance Shaw
- Dean Jagger : Edward Creighton
- Virginia Gilmore : Sue Creighton
- John Carradine : Doc Murdoch
- Barton MacLane : Jack Slade
- Russell Hicks  (V.F : Paul Ville)  : Le gouverneur provisoire du Nebraska
- Slim Summerville (V.F : Jean d'Yd)  : Herman
- Chill Wills : Homer Kettle
- Victor Kilian : Charlie
- Chef John Big Tree : Chef « Spotted Horse »
- Minor Watson  (V.F : Maurice Pierrat) : Pat Grogan
- Chief Thundercloud  (V.F : Jean Clarieux) : Chef indien

Acteurs non crédités
- Paul E. Burns : Responsable d'une station de diligence
- Iron Eyes Cody : Indien buvant
- Tom London : Homme de main
- Charles Middleton : Conducteur de diligence
- Sid Jordan : le cavalier du détachement